# 鄱陽湖之戰
鄱阳湖之战（1363年8月30日─1363年10月4日）是中國元朝末年的一場戰役，朱元璋在此役擊敗並殺死陳友諒。此战的胜利，奠定了朱元璋平定江南的基础，并为以后的明太祖北伐和攻灭元朝，统一全国创造了有利的条件 。

## 背景
元朝末年，朝政废弛，社会动乱，农民起义如火如荼。1351年刘福通领导的红巾军高举义旗，各地群起响应 。江南地区各反元武装不断取得胜利。在长江中、下游地区形成以湖北武昌为统治中心、自立为汉帝的陈友谅，以应天（今南京）为统治中心的吴国公朱元璋和以平江（今江苏苏州）为统治中心、自称吴王的张士诚三大势力。由于辖区相邻，彼此展开武力兼并。
至正十七年（1357年）九月，陳友諒襲殺倪文俊，自稱宣慰使，以鄒普勝為太師，張必先為丞相，起兵攻下江西諸路。迎徐寿辉迁都江州（今江西九江）。陈友谅挟徐寿辉，自称汉王，建都江州，国号汉，年号大义。
至正二十年（1360年），陳友諒东征朱元璋，并在途中刺殺徐寿辉，自立为大汉皇帝。陳衝破朱元璋长江太平防线，兵临集庆（今江苏南京）城下。陳朱雙方在集庆城西北的龍灣展開惡戰，不巧江水退潮，百艘巨艦擱淺，陳友諒大敗，逃走江州（今九江）。
至正二十三年（1363年）四月，陳友諒再出兵圍攻江西洪都（今南昌），水陸兩軍號稱60萬人，陳友諒還動用水陸兩棲作戰，水船使用高大但是遲緩的樓船，卻圍攻洪都不下（守將是朱元璋之姪朱文正），朱元璋在七月親率20萬人救洪都，陳友諒於是撤圍，在鄱陽湖選擇所擅長水戰迎戰朱元璋。

## 過程

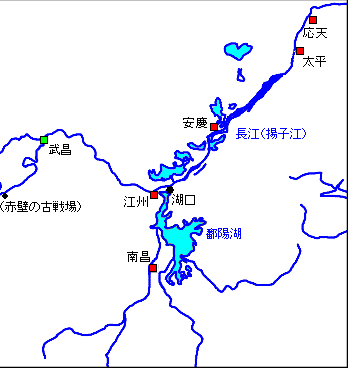

才九天朱元璋軍艦隊大軍自南京出發便抵達南昌救援，朱元璋軍艦隊分成11隊，大船隊在中央，餘小船隊載步兵至南昌登陸支援南昌守軍，七月二十日（8月29日）兩軍主力在鄱陽湖對峙，次日（8月30日）黎明開始大戰，前三天朱元璋軍船小兵少處劣勢，漢軍「樓船」居高放炮石攻低處朱元璋軍船艦，朱元璋座艦也中彈攻毀幾乎被漢軍俘虜，幸賴錦衣衛數船奔赴救出朱元璋。
後來朱元璋採納郭興的建議，用火攻、投石機，第四天（9月2日）起燒毀陳軍二十幾艘樓船艦船，漢軍傷亡慘重，至少兩萬五千名漢軍戰歿，陳友諒弟陳友仁、陳友貴及其平章陳普略等皆陣亡。陳友諒更悲痛不已，陳軍憤而於陣前殺朱元璋軍俘虜，導致朱元璋軍自覺退無可退、非背水一戰不可；之後陳軍形勢開始不利：鄱陽湖因為秋陽久曬導致水位降低，漢軍樓船大重卻吃水深慢甚至擱淺、不敢靠岸，反觀朱元璋軍船小速快可利攻擊，也可以靠岸紮水寨作持久戰；八月下旬，朱元璋軍陸軍克復南昌，部份朱元璋軍艦隊撤出至贛江、長江，僅留部份艦隊與陳續戰，等待步軍來援完成水陸包圍。到了八月二十六日（10月4日），陳軍企圖突圍退回武昌，在湖口受到朱元璋軍岸上步兵萬箭遮天連發阻截，陳友諒從船艙中探頭出來，竟中流矢死，陳軍於此再喪兩萬士卒，餘五十萬殘部潰散逃敗。

## 后续
张定边与陈友谅次子陈理逃回武昌。次年二月，朱元璋率师围攻武昌，迫陈理投降，尽佔陈友谅所辖长江中游广大地区 。

## 评价
朱元璋乘陈友谅大军久攻坚城受挫，分兵据守鄱阳湖口，先断其退路；继集中兵力，巧用火攻，歼其主力；后水陆截击，全歼陈友谅大军于突围之际。鄱陽湖之戰是中国水战史上以少胜多的著名战例，其为朱元璋统一江南奠定了坚实基础。